# Piper (miniserie televisiva)
Piper è una miniserie televisiva in 7 episodi, diretta da Francesco Vicario e trasmessa in prima visione su Canale 5 nel 2009.

## La fiction
La miniserie televisiva è ambientata negli anni sessanta a Roma, nei giorni successivi all'apertura dello storico locale Piper Club, punto di ritrovo della borghesia capitolina.
Si rifà all'omonimo film televisivo andato in onda nel 2007 sempre su Canale 5.
Contemporaneamente alla messa in onda televisiva è stato pubblicato anche un CD, Sole & I Demoni - Back to Piper, che contiene le canzoni cantate all'interno della serie. Il personaggio di Mario Proietti, che nell'omonimo film TV era interpretato da Matteo Branciamore, è qui interpretato da Giulio Forges Davanzati.

## Trama
Nella Roma degli anni sessanta, a pochi giorni dall'apertura del Piper, un nuovissimo locale alla moda, si intrecciano varie storie. Si intrecciano, per esempio, le vite di Flavio Fedele, proprietario di una concessionaria d'auto e che sta per sposarsi con una ragazza che non ama più, e la vita di Sabrina, una romagnola catapultata a Roma. I due si innamoreranno perdutamente, ma l'imminente matrimonio di Flavio e la cattiveria dell'onorevole De Vito contrasteranno il loro futuro insieme.
Vedremo anche un uomo che va verso la terza età, Amedeo Giampaoli, sposato e con un figlio, Davide, che si innamora di una giovane e sensuale ragazza, Alessia Zappa, che vuole conquistare Giampaoli solo per vendicare il suo uomo, che lui ha fatto incarcerare. Ma anche lei finirà per innamorarsi di lui.
Davide, figlio di Amedeo, invece, avrà una breve storia d'amore con una ricca donna, la signora Eleonora Cafiero, sposata con un milionario aristocratico, e con due figli. Dopo la loro rottura, Davide si innamorerà della figlia della Cafiero, Azzurra, che si arrabbierà molto quando scoprirà che il suo fidanzato e sua madre sono stati insieme.
Troviamo poi la famiglia Proietti, una famiglia non ricchissima composta dal padre Aldo, sua moglie Gigliola e il figlio Mario. Quest'ultimo partirà per Londra cercando fortuna, ma, con il lavoro da cameriere in un ristorante italiano, conoscerà la bella cantante Sole, con cui, tornato in Italia, formerà una band musicale, aggiungendola alla sua di band, i Demoni, come cantante. Purtroppo, la migliore amica di Mario, Benedetta, è innamorata di lui. Vedremo attori famosi in piccole parti, i personaggi secondari, sempre sullo sfondo della Roma del Piper.

## Episodi e ascolti
| n° | Titolo                            | Prima TV Italia | Telespettatori | Share  |
| -- | --------------------------------- | --------------- | -------------- | ------ |
| 1  | Si cambia vita                    | 8 maggio 2009   | 3.883.000      | 17,01% |
| 2  | Le ragioni del cuore              | 15 maggio 2009  | 3.415.000      | 15,25% |
| 3  | Quella notte a Fregene - 1ª parte | 18 maggio 2009  | 3.489.000      | 17,83% |
| 4  | Quella notte a Fregene - 2ª parte | 22 maggio 2009  | 3.546.000      | 19,66% |
| 5  | Segreti, segreti, segreti         | 24 maggio 2009  | 2.508.000      | 13,14% |
| 6  | Dichiarazioni d'amore             | 31 maggio 2009  | 2.788.000      | 12,27% |
| 7  | Sognando sognando                 | 2 giugno 2009   | 3.574.000      | 16,55% |